# Komjatná
Komjatná  est un village de Slovaquie situé dans la région de Žilina.

## Histoire
La première mention écrite du village date de 1330.

## Démographie

### Évolution de la population
| Année:               | 1994. | 2004.   | 2014.   | 2024.   |
| -------------------- | ----- | ------- | ------- | ------- |
| Nombre de personnes: | 1392  | 1485    | 1521    | 1574    |
| Différence:          |       | +6,68 % | +2,42 % | +3,48 % |

| Année:               | 2023. | 2024.   |
| -------------------- | ----- | ------- |
| Nombre de personnes: | 1573  | 1574    |
| Différence:          |       | +0,06 % |